# Johannsenita
La johannsenita és un mineral de la classe dels silicats (inosilicats), del subgrup dels clinopiroxens. Va ser descoberta i anomenada l'any 1932 per Waldemar Theodore Schalles en honor d'Albert Johannsen.

## Formació i jaciments
S'acostuma a formar en roques metasomàtiques de contacte. Hi ha tres localitats tipus per a la johannesita: la mina Temperino, a Temperino, Campiglia Marittima, província de Livorno, Toscana, Itàlia; El Mont Civillina, província de Vicenza, Vèneto, Itàlia i, la mina Franklin, Nova Jersey, EUA. Als territoris de parla catalana se n'ha trobat a la mina Serrana, a El Molar (Priorat, Tarragona) i a les mines de Costabona, a Prats de Molló i la Presta (Pirineus Orientals, Catalunya Nord).